# Santa Maria Annunziata in Borgo
Santa Maria Annunziata in Borgo, även benämnd Annunziatina, Oratorio della Santissima Annunziata och Oratorio dell'Annunziatella, är en kyrkobyggnad i Rom, helgad åt Jungfru Marie bebådelse. Kyrkan är belägen vid Lungotevere Vaticano i Rione Borgo och tillhör församlingen Santa Maria in Traspontina.

## Historia
Oratoriet uppfördes 1744–1746 vid Borgo Santo Spirito efter ritningar av arkitekten Pietro Passalacqua. Det byggdes för Arciconfraternita di Santo Spirito, ”Den Helige Andes brödraskap”, vilket skötte Ospedale di Santo Spirito, ”Den Helige Andes sjukhus”. Brödraskapet grundades 1198 samtidigt med sjukhuset och dess medlemmar tjänstgjorde på sjukhuset eller stödde det ekonomiskt. Grundaren Guy de Montpellier förlänades kyrkan Santo Spirito in Sassia år 1201. Under påve Leo X:s pontifikat (1513–1521) övertog brödraskapet den närbelägna kyrkan San Lorenzo in Piscibus.
År 1659 lämnade brödraskapet San Lorenzo in Piscibus och lät uppföra sitt eget oratorium, nära Borgo Santo Spirito. Man beslöt att bygga om oratoriet 1688 och anlitade arkitekten Carlo Buratti. Angelo Massarotti fick i uppdrag att utföra fem målningar för interiören: Bebådelsen (altarmålningen), Jungfru Marie födelse, Jesu födelse, Nedtagandet från Korset samt Jungfru Marie avsomnande. År 1741 restaurerades oratoriet av Domenico Gregorini. Sjukhuset behövde emellertid byggas ut och då oratoriet stod i vägen, beslöt man att riva det. Brödraskapet räddade en del av byggnadsmaterialet samt vissa konstverk och lät uppföra ett nytt oratorium, vilket stod färdigt 1746. Arkitekten Pietro Passalacqua ritade även lokaler för brödraskapets högkvarter. Den italienska staten beslagtog 1890 brödraskapets tillgångar och oratoriet kom att förfalla. Det hölls stängt för en kortare period, men restaurerades och öppnade ånyo 1925.

### Rivning och återuppbyggnad
Mellan 1936 och 1950 anlades Via della Conciliazione från Castel Sant'Angelo till Petersplatsen. Projektet inbegrep bland annat en gata, nuvarande Via San Pio X, från Via della Conciliazione till Ponte Vittorio Emanuele II, och oratoriet var återigen i vägen och fick rivas 1940. Det mesta av det nedmonterade byggnadsmaterialet magasinerades och tio år senare, år 1950, kunde oratoriet återuppföras på en plats i närheten.
År 1939 revs en annan kyrka i området, Sant'Angelo al Corridoio, och trettio år senare, 1969, slogs brödraskapet från den kyrkan, Arciconfraternita di San Michele Arcangelo a Corridoio di Borgo, ihop med Arciconfraternita di Santo Spirito och bär nu det formella namnet Venerabile Apostolica Arciconfraternita di Santo Spirito e di San Michele Archangelo nell'Oratorio della Santissima Annunciata. En del av konstverken från Sant'Angelo-kyrkan finns nu i Santa Maria Annunziata. Byggnaden genomgick ännu en restaurering 1971 och fasaden renoverades år 2000.

## Exteriör
Fasaden har tre axlar. De symmetriska sidopartierna med portaler samt den konkava byggnadsdelen högst upp hör inte till kyrkans egentliga fasad. En ädikula bestående av fristående, snedställda kolonner med kompositakapitäl och ett segmentbågeformat pediment, inramar kyrkans portal och det ovala fönstret med dess puttohuvud och festonger. I fasadens centralparti kombinerar Passalacqua en större ordning med en mindre. Detta fenomen återfinns för första gången i fasaden till Michelangelos Palazzo dei Conservatori på Piazza del Campidoglio. Mellan kolossalkolonnerna å ena sidan och portalen och det ovala fönstret å den andra har Passalacqua infört veckade murpartier, vilka frångår den klassiska arkitekturens grundläggande geometri. Huvudelementen – pedimentet, kolonnerna och pilastrarna samt det ovala fönstret – förlänar fasaden en barockanda, men med byggnadens intima skala i åtanke utgör Passalacquas kyrka ett exempel på barocchetto. Denna term är diminutiv av barocco (italienska för ”barock”) och åsyftar mindre byggnader som är uppförda i barockens stiltradition.
Ovanför portalens pediment sitter i en strålkrans en relief föreställande den Helige Andes duva. Själva ingångsporten flankeras av smäckra kompositakolonner, vilka bär upp ett entablement med volutliknande element. Ovanför segmentbågepedimentet reser sig en attika, som tjänar som balkong åt lokaler ovanför kyrkorummet. 

## Interiör
Interiören har en rektangulär grundplan med en likaledes rektangulär absid. Interiören med sina tolv kompositapilastrar går i vitt med de arkitektoniska elementen i rosa. Dessa pilastrar bär upp ett entablement som löper runt hela kyrkorummet utom vid presbyteriet och vid ingången där det bryts.
Presbyteriet har en triumfbåge som bärs upp av två kolonner i pavonazzetto-marmor med förgyllda korintiska kapitäl. Arkivolten har en tavla med texten ALTARE PRIVILEGIATO, vilket innebär att troende kan få avlat om de ber vid detta altare. Själva altaruppsatsen har varken kolonner eller pilastrar, utan änglar med ljusstakar samt puttohuvuden som bär upp entablementet. I det brutna pedimentet sitter ett Ave Maria-monogram i en strålkrans. Stuckarbetena är utförda av Pio Eroli. Altarmålningen, Bebådelsen, är ett verk av Angelo Massarotti. Absidens tympanon har brödraskapets kors i stuck.
Takfresken Korsets triumf är ett 1900-talsarbete av Angelo Urbani del Fabbretto. Golvet är lagt i polykrom marmor. Ovanför ingången sitter en glasmålning med motivet Jungfru Maria uppenbarar sig för Bernadette i Lourdes från 1958.
Till höger när man inträder i kyrkan står en bronsstaty föreställande Ärkeängeln Mikael besegrande satan, utförd av den franske skulptören Louis-Albert Lefeuvre. Den stod tidigare i kyrkan Sant'Angelo al Corridoio. Därefter följer målningen Nedtagandet från Korset av Massarotti samt i en nisch träskulpturen Kristus faller under Korsets tyngd. Nästa målning är Massarottis Jungfru Marie avsomnande. Till vänster om altarrummet bevaras under en av kantorsläktarna ett freskfragment av Mariabilden Madonna della Salute. På kyrkorummets vänstra vägg ses Massarottis Jungfru Marie födelse samt fresken Jungfru Maria ammande Jesusbarnet. Den kommer från Sant'Angelo al Corridoio och har attribuerats åt Antoniazzo Romano. Denna Mariabild vördas som Refugium Peccatorum, ”Syndarnas tillflykt”. Därefter ser man Massarottis Jesu födelse. Under denna sitter en lynettfresk med motivet Ärkeängeln Mikael uppenbarar sig för påven Gregorius den store. Enligt legenden höll påven en botprocession i det pestdrabbade Rom och när han passerade Castel Sant'Angelo såg han hur ärkeängeln Mikael stack tillbaka sitt svärd i dess skida. Påven tolkade detta som att pesten i Rom då var över. Fresken, som tidigare var i Sant'Angelo-kyrkan, är utförd av Giovanni Battista Lombardelli. Till vänster om ingången styr en modern staty föreställande den heliga Thérèse av Jesusbarnet.

### Sakristia
Sakristian befinner sig på andra våningen, ovanför kyrkan. I sakristians antichambre kan man beskåda ett flertal gravstenar. Sakristians altare har en målning föreställande Kristus.

## Bilder
| - Santa Maria Annunziata in Borgo (till vänster) på sin ursprungliga plats vid Borgo Santo Spirito. - Santa Maria Annunziata in Borgo (nummer 1245) på Giovanni Battista Nollis Rom-karta från 1748. - Kyrkans läge på en karta från 2016. |